# Kwemashai
Kwemashai è una circoscrizione rurale (rural ward) della Tanzania situata nel distretto di Lushoto, regione di Tanga. Conta una popolazione di 5 649 abitanti (censimento 2012).